# Нижньогірська селищна рада
Нижньогі́рська се́лищна ра́да — адміністративно-територіальна одиниця та орган місцевого самоврядування в Нижньогірському районі Автономної Республіки Крим. Адміністративний центр — селище міського типу Нижньогірський.

## Загальні відомості
- Населення ради: 12 152 особи (станом на 2001 рік)

## Населені пункти
Селищній раді підпорядковані населені пункти:
- смт Нижньогірський
- с. Зелене
- с. Лінійне

## Склад ради
Рада складається з 30 депутатів та голови.
- Голова ради: Конохов Олександр Олексійович
- Секретар ради: Пацай Володимир Миколайович

### Керівний склад попередніх скликань
| Прізвище, ім'я, по батькові   | Основні відомості                                                        | Дата обрання | Дата звільнення |
| ----------------------------- | ------------------------------------------------------------------------ | ------------ | --------------- |
| Клименко Віктор Васильович    | Селищний голова, 1956 року народження                                    | 26.03.2006   | 31.10.2010      |
| Конохов Олександр Олексійович | Селищний голова, 1960 року народження, освіта вища, член Партії регіонів | 31.10.2010   |                 |

Примітка: таблиця складена за даними сайту Верховної Ради України

### Депутати
За результатами місцевих виборів 2010 року депутатами ради стали:

#### За суб'єктами висування
| Суб'єкт висування           | Кількість обраних депутатів | %    |
| --------------------------- | --------------------------- | ---- |
| Самовисування               | 17                          | 56,7 |
| Партія регіонів             | 9                           | 30   |
| Комуністична партія України | 4                           | 13,3 |

#### За округами
| № округу                    | Прізвище, ім'я, по батькові      | Дата визнання обраним | Освіта             | Партійна приналежність            | Відомості про обраного депутата                                           |
| --------------------------- | -------------------------------- | --------------------- | ------------------ | --------------------------------- | ------------------------------------------------------------------------- |
| Комуністична партія України |                                  |                       |                    |                                   |                                                                           |
| 7                           | Король Олена Володимирівна       | 03.11.2010            | вища               | член Комуністичної партії України | Нижньогірська РО, психолог                                                |
| 9                           | Прищип Сергій Михайлович         | 03.11.2010            | вища               | член Комуністичної партії України | Районний відділ освіти, інженер технічного нагляду                        |
| 17                          | Соболєв Олександр Миколайович    | 03.11.2010            | вища               | член Комуністичної партії України | пенсіонер                                                                 |
| 24                          | Іващенко Наталя Анатоліївна      | 03.11.2010            | середня спеціальна | член Комуністичної партії України | тимчасово не працює                                                       |
| Партія регіонів             |                                  |                       |                    |                                   |                                                                           |
| 2                           | Погрібна Галина Пилинівна        | 03.11.2010            | вища               | член Партії регіонів              | Нижньогірське районне споживче товариство, начальник економічного відділу |
| 4                           | Карнафель Петро Васильович       | 03.11.2010            | вища               | член Партії регіонів              | центральний ринок, директор                                               |
| 5                           | Самарський Володимир Вікторович  | 03.11.2010            | вища               | член Партії регіонів              | тимчасово не працює                                                       |
| 10                          | Попюк Наталія Іванівна           | 03.11.2010            | середня спеціальна | член Партії регіонів              | Будинок культури, костюмер                                                |
| 14                          | Безнос Тетяна Анатоліївна        | 03.11.2010            | вища               | член Партії регіонів              | сільгоспринок, директор                                                   |
| 15                          | Жихарев Михайло Іванович         | 03.11.2010            | середня спеціальна | член Партії регіонів              | МУВГ, тракторист                                                          |
| 16                          | Петриченко Анфеліка Анатоліївна  | 03.11.2010            | середня спеціальна | член Партії регіонів              | приватний підприємець                                                     |
| 20                          | Субботіна Раїса Іванівна         | 03.11.2010            | середня спеціальна | член Партії регіонів              | пенсіонер                                                                 |
| 21                          | Климанський Микола Григорович    | 03.11.2010            | вища               | член Партії регіонів              | Нижньогірське районне споживче товариство, інженер                        |
| Самовисування               |                                  |                       |                    |                                   |                                                                           |
| 1                           | Самарський Віктор Миколайович    | 03.11.2010            | вища               | позапартійний                     | Державна податкова інспекція, головний інспектор                          |
| 3                           | Соловйова Галина Дмитрівна       | 03.11.2010            | середня спеціальна | член Партії регіонів              | пенсіонер                                                                 |
| 6                           | Кузнецов Олександр Володимирович | 03.11.2010            | вища               | позапартійний                     | приватний підприємець                                                     |
| 8                           | Пацай Світлана Сергіївна         | 03.11.2010            | вища               | позапартійна                      | Школа-гімназія № 3, директор                                              |
| 11                          | Пацай Володимир Миколайович      | 03.11.2010            | вища               | позапартійний                     | Нижньогірська селищна рада, секретар                                      |
| 12                          | Лобас Олександр Васильович       | 03.11.2010            | вища               | позапартійний                     | Нижньогірська державна адміністрація, начальник відділу                   |
| 13                          | Попкова Світлана Володимирівна   | 03.11.2010            | вища               | позапартійна                      | Державна податкова інспекція, заступник начальника ДПУ                    |
| 18                          | Журба Дмитро Сергійович          | 03.11.2010            | вища               | позапартійний                     | Центр державного земельного кадастру, начальник відділу                   |
| 19                          | Балла Степан Борисович           | 03.11.2010            | вища               | позапартійний                     | тимчасово не працює                                                       |
| 22                          | Сапожніков Олександр Іванович    | 03.11.2010            | середня спеціальна | член партії «Руський блок»        | приватний підприємець                                                     |
| 23                          | Здорова Оксана Володимирівна     | 03.11.2010            | вища               | член Партії регіонів              | управління Пенсійного фонду, начальник                                    |
| 25                          | Халілов Енвер Юсупович           | 03.11.2010            | вища               | позапартійний                     | приватний підприємець                                                     |
| 26                          | Бутовченко Анатолій Вікторович   | 03.11.2010            | вища               | позапартійний                     | пенсіонер                                                                 |
| 27                          | Кривчиков Олександр Олексійович  | 03.11.2010            | вища               | член Партії регіонів              | управління Агропромислового розвитку, головний спеціаліст                 |
| 28                          | Рухляда Володимир Федорович      | 03.11.2010            | вища               | позапартійний                     | ТОВ «Плодорозсадник», фахівець                                            |
| 29                          | Павлова Тетяна Павлівна          | 03.11.2010            | вища               | позапартійна                      | Нижньогірський відділ культури, методист                                  |
| 30                          | Соловйов Леонід Федорович        | 03.11.2010            | вища               | член Партії регіонів              | пенсіонер                                                                 |